# Salzfloragebiet bei Schreyahn
Das Salzfloragebiet bei Schreyahn ist ein ehemaliges Naturschutzgebiet in der niedersächsischen Stadt Wustrow (Wendland) in der Samtgemeinde Lüchow (Wendland) im Landkreis Lüchow-Dannenberg. 
Das Naturschutzgebiet mit dem Kennzeichen NSG LÜ 016 war 25 Hektar groß. Es war Bestandteil des FFH-Gebietes „Landgraben- und Dummeniederung“ und des gleichnamigen EU-Vogelschutzgebietes. Das Gebiet stand seit dem 16. Oktober 1989 unter Naturschutz. Es ersetzte das gleichnamige Naturschutzgebiet, das mit Verordnung vom 15. Juli 1968 unter Schutz gestellt worden war. Zum 3. November 2018 ging es im neu ausgewiesenen Naturschutzgebiet „Mittlere Dumme und Püggener Moor“ auf. Zuständige untere Naturschutzbehörde war der Landkreis Lüchow-Dannenberg.

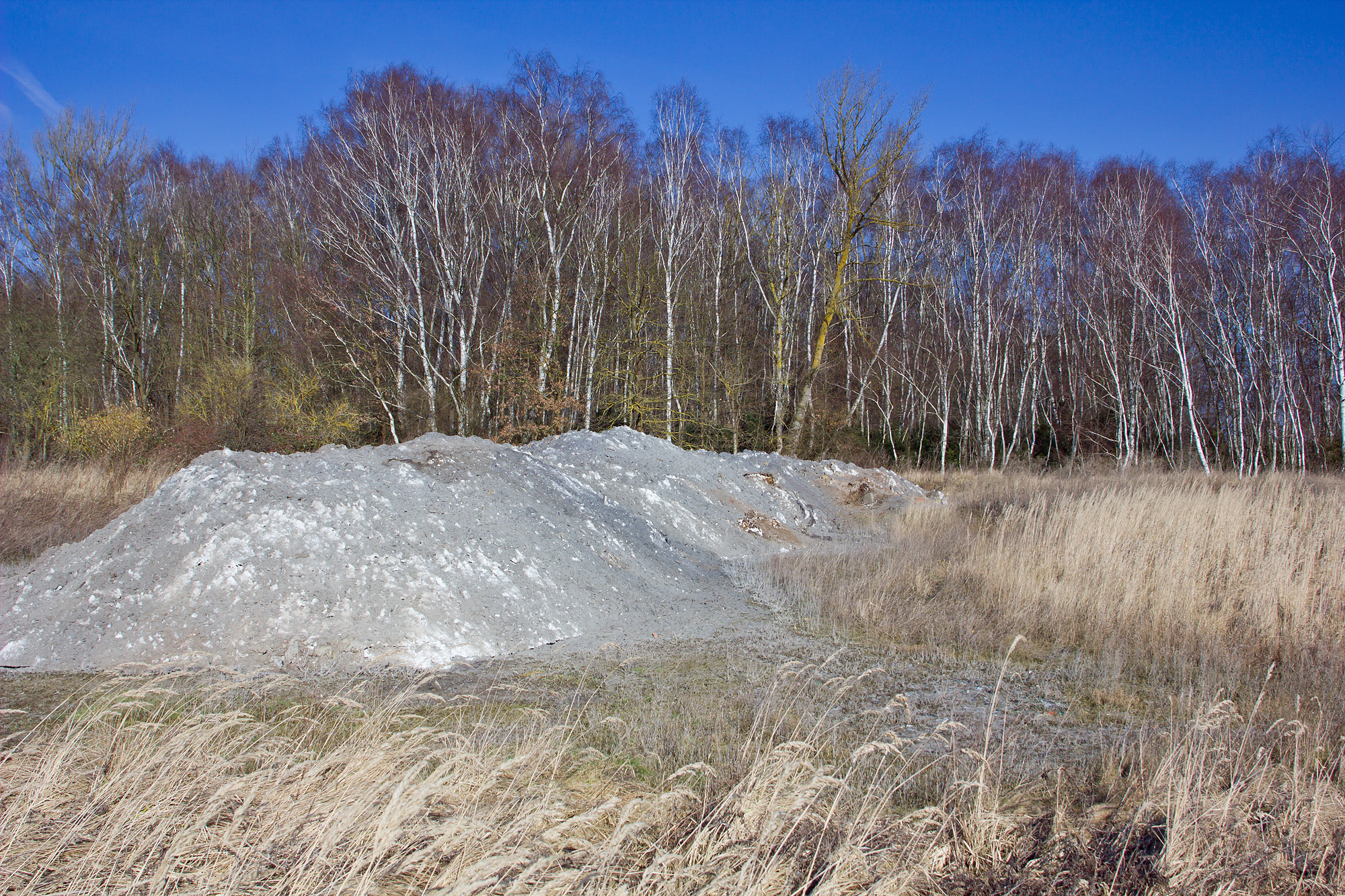
Kleine Abraumhalde

Das ehemalige Naturschutzgebiet liegt westlich von Wustrow (Wendland) und wenige hundert Meter südöstlich von Schreyahn innerhalb des Naturparks Wendland.Elbe und stellte die Binnensalzstelle des ehemaligen Kalischachtes „Rudolph“ unter Schutz. Der Kalischacht war von 1916 bis 1926 in Betrieb. Das ehemalige Naturschutzgebiet besteht überwiegend aus der Brache des ehemaligen Kalischachtes mit seinen Abraumresten. Es stellt die größte und bedeutendste Salzstelle des Wendlandes dar und wird von salzbeeinflussten Nass- und Feuchtwiesenbereichen, aber auch Sandtrockenrasen und Gebüsch- und Waldbereichen geprägt. Innerhalb des ehemaligen Schutzgebietes befindet sich ein Stillgewässer mit Röhrichten und Rieden.
Im Gebiet sind Salzpflanzen, salzliebende und salztolerante Pflanzenarten und an salzige Standorte gebundene, diese bevorzugenden oder tolerierenden Tiere zu finden.
In den Randbereichen des ehemaligen Schutzgebietes werden Flächen landwirtschaftlich als Grünland und Acker genutzt.